# Серранья-дель-Агуараге
Серранья-дель-Агуараге, Хребет Агуараге (исп. Serranía del Aguaragüe) — горная цепь в Боливии.

## География
Цепь Серранья-дель-Агуараге является самым южным предгорьем Анд в Боливии и расположена между Восточной Кордильерой на западе и регионом Гран-Чако на востоке. Она протянулась с севера на юг через боливийские департаменты Тариха, Чукисака и Санта-Крус. Северной границей хребта является река Рио-Куэво: отсюда он изгибается к границе с Аргентиной и пересекает её. Общая длина Серранья-дель-Агуараге составляет 200 километров. Его наивысшие точки — вершины Серро-Санандита (выс. 1753 метра), на значительном протяжении высота хребта превышает 1200—1300 метров. На территории гор Серранья-дель-Агуараге в департаменте Тариха образован национальный парк Агуараге, в котором как природный ландшафт, так и местная флора и фауна находятся под охраной государства. Горы покрыты субтропическими лесами и зарослями.
Горный регион Серранья-дель-Агуараге мало заселён. Лишь на его восточных склонах находятся города Вилья-Монтес, Якуиба и Боюибе.